# IT-Cluster Rhein-Main-Neckar
El IT Cluster Rhein-Main-Neckar es uno de los emplazamientos importantes del sector de tecnologías de la información (TIC) de todo el mundo. Se encuentra entre las áreas metropolitanas de Rhein-Main y Rhein-Neckar.
Además de algunas universidades, en la región tienen su sede empresas de software, tales como SAP, Software AG y T-Systems.

## Empresas establecidas (selección)
- 1und1
- Accenture
- Computer Sciences Corporation
- Crytek
- Euromicron
- Finanz Informatik
- Fujitsu Semiconductor Europe
- Isra Vision
- Kalypso Media
- Keen Games
- MAXON
- Microsoft Deutschland
- Profi Engineering Systems
- P&I De Personal & Informatik
- SAP
- Schott AG
- Singulus Technologies
- Software AG
- T-Online
- T-Systems
- TrekStor

## Comparación de los clústeres deTICde todo el mundo
En un estudio de 2009, la Universidad Técnica de Darmstadt comparó la región Rhein-Main-Neckar con otras, como Oulu (Finlandia), Bangalore (India) y el Silicon Valley.
| Ubicación                       | Actividad principal | Tamaño    | Habitantes    | Trabajadores | Empresas | Ventas                      |
| ------------------------------- | ------------------- | --------- | ------------- | ------------ | -------- | --------------------------- |
| Rhein Main Neckar (Alemania)    | Business Software   | 5.000 km² | 7,6 millones  | 80.000       | 8.000    | 42 mil millones de dólares  |
| Silicon Valley (Estados Unidos) | Soft & Hardware     | 4.000 km² | 2,3 millones  | 500.000      | 7.000    | 180 mil millones de dólares |
| Bangalore (India)               | Software            | 500 km²   | 5,0 millones  | 80.000       | 1.500    | 2 mil millones de dólares   |
| Oulu (Finlandia)                | Telecomunicaciones  | 400 km²   | 0,13 millones | 18.000       | 800      | 5 mil millones de dólares   |